# Maselheim
Maselheim – miejscowość i gmina w Niemczech, w kraju związkowym Badenia-Wirtembergia, w rejencji Tybinga, w regionie Donau-Iller, w powiecie Biberach, wchodzi w skład wspólnoty administracyjnej Biberach an der Riß. Leży w Górnej Szwabii, nad rzeką Dürnach, ok. 10 km na południowy wschód od Biberach an der Riß.

## Galeria

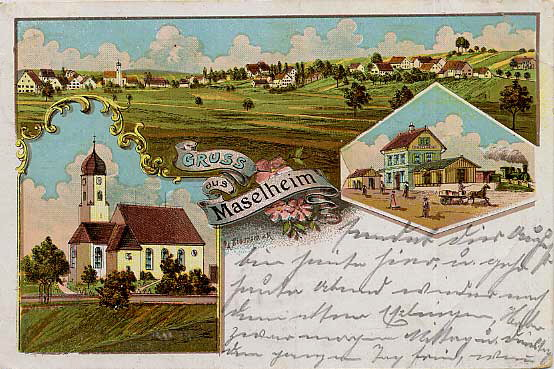
Maselheim w 1900
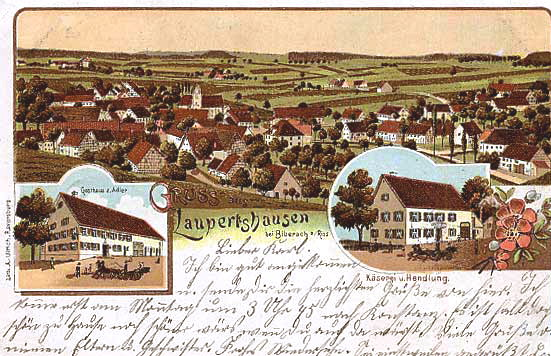
Dzielnica Lupertshausen w 1900
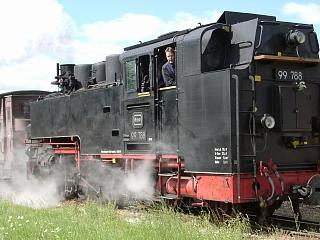
Lokomotywa na trasie Ochsenhausen–Warthausen